# Francisco Puelma Castillo
Francisco Segundo Puelma Castillo (Santiago, 12 de octubre de 1828 - ibíd, 11 de mayo de 1893) fue un ingeniero en minas y político chileno. Durante su vida política se desempeñó como diputado suplente, propietario, titular y, senador.

## Biografía

### Familia y primeros años
Nació en Santiago, Chile, el 12 de octubre de 1828; hijo de Francisco Puelma Bahamonde y Mercedes Castillo.
Se casó con Elisa Tupper Zegers y tuvieron ocho hijos.

### Estudios y vida laboral
Estudió en el Instituto Nacional; cursó matemáticas y estudió ingeniería con Ignacio Domeyko y para colocar en práctica estos conocimientos se dedicó a la minería; continuó estudiando leyes en la Universidad de Chile, y juró como abogado el 3 de enero de 1860.
Prefirió la profesión de ingeniero, a la de abogado; se dedicó a las actividades de ingeniero en minas. En 1850 figuraba en el norte, administrando la mina Descubridora de Chañarcillo.
Fue un estudioso de la zona de Tarapacá, la que recorrió y conoció muy bien y escribió artículos sobre la geografía y geología de la zona.

## Trayectoria política
Desde 1858 se inclinó por la política; y así se integró en las filas del Partido Nacional o monttvarista (PN).
De regreso del Norte, a la zona central del país, fue elegido diputado propietario, por Nacimiento y Arauco, por el período 1858-1861; fue secretario provisorio de la Cámara, el 29 de mayo y secretario titular, desde el 5 de junio de 1858 hasta el 29 de mayo de 1864.
Fue reelecto diputado propietario, pero esta vez por Quinchao, por el período 1861-1864; continuó como secretario de la Cámara, hasta dicha fecha en el período anterior.
Fue reelecto diputado propietario, pero por Sam Carlos, por el período 1870-1873; fue además, electo diputado suplente por Vicuña y también por Elqui. Fue diputado reemplazante en la Comisión Permanente de Hacienda e Industria. Participó en el Congreso Constituyente de 1870, cuyo objetivo fue reformas a la Carta Fundamental de 1833.
Después de 1870 fue intendente de Chiloé y Arauco. Se dedicó a impulsar la colonización y a consolidar la línea defensiva de la frontera para contrarrestar la expansión indígena.
Años más tarde es nuevamente electo diputado propietario por San Carlos, por el período 1879-1882. Integró la Comisión Permanente de Educación y Beneficencia.
Posteriormente fue elegido senador propietario por Ñuble, por el período 1882-1888. Fue senador reemplazante en la Comisión Permanente de Constitución, Legislación y Justicia; e integró la Comisión Permanente de Gobierno y Relaciones Exteriores. En este período parlamentario impulsó la creación del Ministerio de Obras Públicas (MOP) para mejorar la infraestructura del país. Así se ampliaron las obras de ingeniería en todo el territorio.
Reelecto senador por Ñuble, por el período 1888-1894; falleció en el cargo en mayo de 1893, sin terminar su período senatorial.
Ejerció funciones diplomáticas en 1865 y representó a Chile, junto con Domingo Santa María y Benjamín Vicuña Mackenna, ante el Perú y Bolivia para negociar la alianza de las cinco Repúblicas del Pacífico en contra de España.
En la Guerra del Pacífico (1879), sirvió de consultor para el gobierno, por los conocimientos que tenía de la zona salitrera, donde fue uno de los precursores de esa industria. Fue socio de José Santos Ossa en la explotación del salitre. Además figuró entre los fundadores de la Sociedad Nacional de Minería (SONAMI).
Falleció en su ciudad natal, Santiago, el 11 de mayo de 1893.